# Чемпіонат Швеції з футболу 2016: Супереттан
Супереттан 2016 — 17-й сезон у Супереттан, що є другим за рівнем клубним дивізіоном (сформованим у 2000 році) у шведському футболі після Аллсвенскан. 
У чемпіонаті взяли участь 16 клубів. Сезон проходив у два кола, розпочався у квітні й завершився в листопаді 2016 року.
Переможцем змагань став клуб ІК «Сіріус» (Уппсала). Разом із ним путівки до вищого дивізіону виборов  із другої позиції АФК Ескільстуна, а також Гальмстад БК, який зайняв третє місце та переміг у плей-оф на підвищення.

## Учасники сезону 2016 року
| Клуб                        | Місце в 2015             |
| --------------------------- | ------------------------ |
| Гальмстад БК                | Аллсвенскан - 15         |
| Отвідабергс ФФ              | Аллсвенскан - 16         |
| ІК «Сіріус» (Уппсала)       | 3                        |
| «Ассиріска» ФФ (Седертельє) | 4                        |
| Варбергс БоІС               | 5                        |
| Юнгшиле СК                  | 6                        |
| «Сиріанска» ФК (Седертельє) | 7                        |
| АФК «Юнайтед» (Стокгольм)   | 8                        |
| Дегерфорс ІФ                | 9                        |
| ІФК Вернаму                 | 10                       |
| ГАІС (Гетеборг)             | 11                       |
| Енгельгольм ФФ              | 12                       |
| ІК «Фрей» (Тебю)            | 14                       |
| «Далькурд» ФФ (Бурленге)    | Дивізіон 1 (Північ) - 1  |
| «Ергрюте» ІС (Гетеборг)     | Дивізіон 1 (Південь) - 2 |
| Треллеборгс ФФ              | Дивізіон 1 (Південь) - 1 |

## Турнірна таблиця
| Поз | Команда             | І  | В  | Н  | П  | ГЗ | ГП | РГ  | О  | Підвищення, кваліфікація або пониження |
| --- | ------------------- | -- | -- | -- | -- | -- | -- | --- | -- | -------------------------------------- |
| 1   | «Сіріус» (C, P)     | 30 | 18 | 7  | 5  | 54 | 23 | +31 | 61 | Підвищилися в Аллсвенскан              |
| 2   | АФК «Юнайтед» (P)   | 30 | 18 | 7  | 5  | 50 | 20 | +30 | 61 | Підвищилися в Аллсвенскан              |
| 3   | Гальмстад БК (O, P) | 30 | 16 | 6  | 8  | 43 | 28 | +15 | 54 | Плей-оф на підвищення                  |
| 4   | «Далькурд»          | 30 | 14 | 11 | 5  | 41 | 24 | +17 | 53 |                                        |
| 5   | Варбергс БоІС       | 30 | 14 | 6  | 10 | 33 | 37 | −4  | 48 |                                        |
| 6   | Отвідабергс ФФ      | 30 | 13 | 5  | 12 | 53 | 53 | 0   | 44 |                                        |
| 7   | Треллеборг ФФ       | 30 | 10 | 10 | 10 | 39 | 35 | +4  | 40 |                                        |
| 8   | ГАІС                | 30 | 9  | 12 | 9  | 45 | 36 | +9  | 39 |                                        |
| 9   | «Ергрюте»           | 30 | 11 | 6  | 13 | 42 | 44 | −2  | 39 |                                        |
| 10  | «Фрей               | 30 | 9  | 11 | 10 | 38 | 42 | −4  | 38 |                                        |
| 11  | ІФК Вернаму         | 30 | 8  | 11 | 11 | 35 | 40 | −5  | 35 |                                        |
| 12  | Дегерфорс ІФ        | 30 | 8  | 9  | 13 | 34 | 54 | −20 | 33 |                                        |
| 13  | «Сиріанска» (O)     | 30 | 7  | 11 | 12 | 26 | 37 | −11 | 32 | Плей-оф на вибування                   |
| 14  | «Ассиріска» (R)     | 30 | 6  | 10 | 14 | 36 | 47 | −11 | 28 | Плей-оф на вибування                   |
| 15  | Юнгшиле СК (R)      | 30 | 6  | 8  | 16 | 34 | 48 | −14 | 26 | Вибули в Дивізіон 1                    |
| 16  | Енгельгольм ФФ (R)  | 30 | 4  | 8  | 18 | 22 | 57 | −35 | 20 | Вибули в Дивізіон 1                    |

## Плей-оф на підвищення
| Команда 1            | Заг. | Команда 2       | 1-й матч | 2-й матч |
| -------------------- | ---- | --------------- | -------- | -------- |
| 17/20 листопада 2016 |      |                 |          |          |
| Гальмстад БК         | 3:2  | Гельсінгборг ІФ | 1:1      | 2:1      |

Гальмстад БК завоював путівку до Аллсвенскан.

## Плей-оф на вибування
| Команда 1                   | Заг. | Команда 2                   | 1-й матч | 2-й матч |
| --------------------------- | ---- | --------------------------- | -------- | -------- |
| 9/13 листопада 2016         |      |                             |          |          |
| « Норрбю» ІФ (Бурос)        | 4:2  | «Ассиріска» ФФ (Седертельє) | 2:0      | 2:2      |
| 13/16 листопада 2016        |      |                             |          |          |
| « Васалундс» ІФ (Стокгольм) | 1:5  | «Сиріанска» ФК (Седертельє) | 0:2      | 1:3      |

Путівку до Супереттан завоювали  « Норрбю» ІФ (Бурос) та «Сиріанска» ФК (Седертельє).

### Найкращі бомбардири сезону
| Гравець         | Клуб            | Голи |
| --------------- | --------------- | ---- |
| Шкодран Маголлі | Отвідабергс ФФ) | 14   |
| Драган Капцевіч | «Сіріус»        | 13   |